# 那智四十八滝
那智四十八滝（なちしじゅうはちたき）は、那智原始林（和歌山県那智勝浦町）にある60余に達する多くの滝のうち48の滝を瀧篭行の行場として、番号と諸宗教（神道を中心に、儒教、仏教、道教、陰陽五行説など）にもとづく名が与えられていたものを総称したものである。

## 概要
那智山中の滝は古くからあり、延喜7年（907年）には浄蔵が滝修行を行ったと『扶桑略記』は記し、青岸渡寺開山と伝えられる裸形上人をはじめ、役小角・伝教大師・弘法大師・智証大師・睿豪といった那智七仙徳が千日行を遂げたと『熊野山略記』は伝える。こうした修行者たちだけでなく、花山法皇も二の滝の断崖上に庵を設けて千日瀧篭行をしたと伝えられ、那智山における瀧篭行場として修験道の重要な行場となり、中世から近世にかけては全国から数多くの修行者が参集した。
このように重要な行場であった那智四十八滝であるが、厳格さや秘密性が特に強く、滝のある那智山内の原始林は禁足地とされ、行法や作法の伝授のみならず、所在も全て社家一子相伝の口伝のみに委ねられていたため、詳細を伝える文献記録はきわめてわずかなものしか残されていない。『熊野山略記』は那智七滝の名を挙げ、文献によっては那智十二滝とするものもある。聖護院門跡による文化3年（1806年）の入峯に際し、滝修行先達大蔵坊に属する完済・頼済の両名が門跡の案内に当たったことを機に作成され、嘉永4年（1851年）に書写された『名滝祭所行所案内』、さらにその子孫である鈴木直千代による1889年（明治22年）の記録などがあるに過ぎない。
しかし、明治時代の神仏分離令・修験道廃止令によって、これらの行を支えた神仏習合的な信仰が失われたことにより、明治初期以降、滝修行は廃れ、那智四十八滝の実像は不明となっていた。こうした状況にあった那智四十八滝の再確定に取り組んだのは、青岸渡寺副住職であった高木亮英であった。高木は、1987年（昭和62年）に死去した青岸渡寺住職であった父・高木亮孝の遺品の中から山伏の装束一式を発見し、熊野修験の再興への父の思いを知ったことを機に、熊野から吉野へ向かう順峯（じゅんぶ）による大峯奥駈行の再興に取り組み始めた。
翌1988年（昭和63年）、高木は熊野から吉野へ向けての順峯による奥駈を実現し、次いで1991年（平成3年）、那智四十八滝における滝行の復活を目指す高木らによるプロジェクトチームが山中の調査を行った。前述のような事情により、四十八滝に関する文献資料は乏しかったが、南画家・稲田米花（1890年（明治23年）2月23日 - 1985年（昭和60年）12月6日）による『那智四十八滝図巻』（1931年（昭和6年））が大きな手がかりになり、悪天候や山中の刈拓きなどの困難に見舞われたものの、80日間で調査を完遂し、その記録を那智大社と青岸渡寺に奉納した。翌1992年（平成4年）、高木らは那智四十八滝回峯行を再興し、以来、青岸渡寺による大峯奥駈行の一環として毎年執行されている。

## 那智四十八滝
これら48の滝は、那智山内にある本谷、東の谷、西の谷、新客（しんきゃく）谷の4つの谷に点在し、青岸渡寺による滝修行では毎年1月に、2日間で巡っている。
第48番の内陣は、修行者各自が内観すべきものとされ、物理的な実在ではない。
1. 那智一の滝（那智滝、那智の大滝）
2. 曽以の滝（文覚の滝）[11]
3. 波津井の滝
4. 宇美耶売の滝
5. 登美褒斯の滝（布引の滝）
6. 那智二の滝（如意輪の滝）
7. 那智三の滝（馬頭観音滝）
8. 地智利滝
9. 地津の滝（岩屋の滝）
10. 中津の滝
11. 天津の滝
12. 喜多の滝（北辰の滝、妙見滝）
13. 多須伎の滝（持国天の滝）
14. 保登乎利の滝（多門天の滝）
15. 奈免良の滝（口なめら滝）
16. 金山の滝（奥奈免良の滝）
17. 弥都波能売の滝
18. 須曽呂の滝
19. 句句廼馳の滝
20. 嘉良須祇の滝
21. 大日霊女滝（大陽の滝）
22. 登磨免の滝（念仏の滝）
23. 倍牟の滝（弁財天の滝）
24. 登利奇の滝（十五童子の滝）
25. 多々良の滝
26. 恵機珥の滝
27. 珠波留の滝（広目天の滝）
28. 揚利計の滝
29. 都露岐の滝（増長天の滝、牛尾の滝、阿利計の滝）
30. 可遇突智の滝（垂珠の滝、帝釈の滝）
31. 多摩の滝（帝釈の滝）
32. 伊奈美の滝（新客の滝）
33. 烏瑠奇の滝
34. 飛都岐の滝
35. 味廼の滝（三ツ滝）
36. 美奈味の滝（南極の滝）
37. 奈珂悟の滝（陰陽滝）
38. 鳴伺多礼の滝（津利波志の滝）
39. 夜見の滝（久良雅里滝）
40. 布里智利滝
41. 珠保志滝（奥滝）
42. 登美の滝（毘沙門の滝）
43. 九頭竜滝（美津珂計滝）
44. 波二夜須の滝
45. 摩津宇の滝（松尾の滝、琴糸の滝）
46. 月夜見の滝
47. 弖利古の滝
48. 内陣の滝

## 注
1. 1 2 3 4 5  中嶋[2002: 114]
2. ↑  平凡社[1997: 621-622]
3. 1 2 3  篠原[1972: 16 → 2008: 641]
4. ↑  篠原[1972: 18 → 2008: 643]
5. 1 2  平凡社[1997: 622]
6. 1 2  篠原[1972: 18-21 → 2008: 643-646]
7. ↑  高木[2002: 53]
8. ↑  高木[2002]
9. 1 2  中嶋[2002: 115]
10. 1 2  宇江[2004: 11-22]
11. ↑  2011年（平成23年）、台風12号による大雨で岩が崩落、消失した。那智の「文覚の滝」消えた 大雨で巨岩崩落。